# Sín-šumu-líšir
Sín-šumu-líšir (asyr. Síne, požehnané buď tvé jméno) byl asyrský král-uzurpátor, který si získal a udržel kontrolu nad částí Novoasyrské říše mezi roky 627 a 626 př. n. l.
Sín-šumu-líšir je nejprve zmiňován v záznamech Aššur-etel-ilániho jako asyrský generál který potlačil vzpouru ve městě Aššur, jenž vypukla po Aššurbanipalově smrti pod vedením Nabu-rechty. Byl eunuch, ti byli často dosazováni v Asýrii do vládních pozic, neb nemohli mít potomky, kteří by mohli ohrožovat krále. Je možné, že vládl společně s Aššur-etel-ilánim. Sín-šumu-líšir mu pomohl a zabezpečil jeho nástup na trůn. Minimálně byl za vlády Aššur-etel-ilániho velmi vlivný.
Podle dostupných údajů nebyl u moci déle než jeden rok. Po smrti Aššur-etel-ilániho pravděpodobně vycítil, že je jeho pozice ohrožena, a tak ukradl trůn legitimnímu nástupci, bratru Aššur-etel-ilániho, jménem Sín-šarra-iškún. Ten ale nakonec Sín-šumi-líšira porazil a trůn získal.
Jako předchůdce Sín-šarra-iškúna je uváděn na seznamu z Uruku. Jeho vláda (resp. první rok vlády) je potvrzena texty z babylonských měst Nippur, Babylón a Ru'a. 
Sín-šumu-líšir neměl pod svojí kontrolou celé území Asýrie a pravděpodobně k němu ovládal pouze část Babylonie. U moci byl pouze kolem roku 626 př. n. l. Do tohoto roku vládl ve výše jmenovaných městech Kandalanu a roku 625 př. n. l. se na trůn v Babylonii dostal Nabopolassar a v Asýrii nad Sín-šumu-líširem v boji o korunu zvítězil Aššurbanipalův syn Sín-šarra-iškún.